# マイケル・ムーア・イン・トランプランド
『マイケル・ムーア・イン・トランプランド』(Michael Moore in TrumpLand) は、マイケル・ムーアが監督した2016年の映画で、2016年アメリカ合衆国大統領選挙の運動を追ったドキュメンタリー映画。この映画は、ムーアが当初、オハイオ州ニューアークのミッドランド劇場で10月7日の上演を希望していた一人芝居を基にしているが、ミッドランド劇場の経営陣はレンタル契約を履行しないことを選択した。結局、ムーアは、オハイオ州ウィルミントンのマーフィー劇場でショーを開催し、10月に2晩にわたっておこなったパフォーマンスの記録に基づいた映画を制作した。

## プレミア上映
映画のプレミア上映は、撮影からわずか11日後の2016年10月18日にニューヨーク市のIFCセンターで行われ、400席の会場のチケットが無料で一般に配布された。このプレミア上映の後には、ムーアとの質疑の場も設けられた。アメリカ合衆国における一般上映が始まったのは10月19日で、近い将来にはデジタルダウンロードも可能になると発表された。ムーアはこのイベントについて、ツイッター (Twitter)で発表した。

## 評価
批評を集約するウェブサイトである Rotten Tomatoes では、この作品は 35件のレビューに基づいて、肯定的評価が54%、平均点は 5.7/10 であった。Metacritic では、この作品は、17件の批評に基づく加重算術平均による得点が、56/100 となり、評価が分かれる、ないしは、平均的なレビュー (mixed or average reviews) となったことが示唆された。
『ガーディアン』紙は、「『トランプランド』は魅力的なドキュメントだが、表現がぎこちないことは否定できない」と書いた
。『ヴェストドイチェ・アルゲマイネ・ツァイトゥング (Westdeutsche Allgemeine Zeitung)』紙のサイト the WAZ の批評家は、初公開より後に観た人たちは、この映画に納得しないだろうとコメントした。

## 各国での公開
この作品は、以下のようにテレビで放送された。
- イギリス /  アイルランド：チャンネル4、10月29日[21]
- オランダ： NPO 3、10月30日 - VPRO経由[22]
- フィンランド：Jim、11月1日[23]
- ノルウェー NRK1、11月3日[24]
- スウェーデン：SVT1、11月7日
- デンマーク：DR2、11月8日
- オーストラリア：One、11月8日
- イスラエル：YES VOD、2016年11月